# Irene Steer
Irene Steer (Cardiff, Gal·les, 10 d'agost de 1889 – Cardiff, 18 d'abril de 1977) va ser una nedadora gal·lesa que va competir a començaments del segle xx. Cap altra dona dona gal·lesa repetí la gesta de guanyar un or olímpic, fins que Nicole Cooke ho aconseguí el 2008 en la prova en ruta del programa de ciclisme.
El 1912 va prendre part en els Jocs Olímpics d'Estocolm, on disputà dues proves del programa de natació. En la prova dels 100 metres lliures quedà eliminada en semifinals, mentre en la prova dels relleus 4x100 metres lliures guanyà la medalla d'or conjuntament amb les seves companyes d'equip Belle Moore, Jennie Fletcher i Annie Speirs. L'equip britànic, amb un temps de 5' 52.8", va establir un nou rècord del món de la distància, superant per un ampli marge als equips alemany i austríac. El rei suec Gustau V fou l'encarregat de fer-li entrega de la medalla i els honors olímpics.
Steer s'havia iniciat en braça, però entre 1908 i 1909 canvià a crol. Després de retirar-se es va casar amb William Nicholson, director i president del Cardiff City Football Club.